# 智利地理
智利的地理環境十分多樣。智利的國土從安第斯山脈延伸至合恩角，是世界最狹長的國家。智利國土南北長度達4270公里，但東西的平均寬度卻只有177公里。智利在北部和玻利維亞及秘魯接壤，在東部和阿根廷接壤，兩國國境線長度達5150公里，是世界第三長的國境線。太平洋上西波利尼西亞的復活節島也是智利的領土。智利可分為五個地理區域。由於南北跨度十分大，智利在氣候和植被上有很強的特點。智利國土的80%都是山區，海岸線也十分崎嶇。
智利的河流按流域面积计算，为：
1. Loa，洛阿河，流域面积为3.36万平方公里。占该国面积4.4%。
2. Biobío，比奥比奥河，流域面积为2.43万平方公里。
3. Baker，巴克河，流域面积为2.1万平方公里。
4. Maule，马乌莱河，流域面积为2.03万平方公里。
5. Copiapó-Jorquera，科皮亚波-博登河，流域面积为1.88万平方公里。
6. Bueno，布宜诺河，流域面积为1.72万平方公里。
7. Maipo，米埔河，流域面积为1.54万平方公里。
8. Pascua，复活节河，流域面积为1.48万平方公里。
9. Valdivia，瓦尔迪维亚河，流域面积为1.47万平方公里。
10. Rapel，拉佩尔河，流域面积为1.42万平方公里。
11. Aysen，艾森河，流域面积为1.31万平方公里。
12. Palena，帕莱纳河，流域面积为1.29万平方公里。
13. Imperial-Cautín，因皮里尔–考廷河，流域面积为1.21万平方公里。
14. Limarí– Hurtado，利马利–乌尔塔多河，流域面积为1.18万平方公里。
15. Itata，伊塔塔河，流域面积为1.13万平方公里。
16. Yelcho，耶尔楚河，流域面积为1.1万平方公里。
17. Gallegos，加耶戈斯河，流域面积为1.01万平方公里。

## 扩展阅读
- 智利王国地图 （页面存档备份，存于）